# Selaginella dasyloma
Selaginella dasyloma là một loài dương xỉ trong họ Selaginellaceae. Loài này được Alston mô tả khoa học đầu tiên năm 1934.